# Juan Sánchez Pedrosa
Juan Sánchez Pedrosa es un deportista español que compitió en piragüismo en la modalidad de aguas tranquilas. Ganó dos medallas de bronce en el Campeonato Mundial de Piragüismo de 1977.

## Palmarés internacional
| Campeonato Mundial | Campeonato Mundial | Campeonato Mundial | Campeonato Mundial |
| Año                | Lugar              | Medalla            | Competición        |
| ------------------ | ------------------ | ------------------ | ------------------ |
| 1977               | Sofía (Bulgaria)   | Medalla de bronce  | K4 500 m           |
| 1977               | Sofía (Bulgaria)   | Medalla de bronce  | K4 1000 m          |